# تاريخ البث الصوتي
تعود جذور البث الصوتي، المعروف سابقًا باسم «المدونات الصوتية»، إلى ثمانينيات القرن العشرين. ومع ظهور الوصول إلى الإنترنت عريض النطاق وأجهزة تشغيل الصوت الرقمية المحمولة مثل آي بود، بدأ البث الصوتي يكتسب شعبية في أواخر عام 2004. واليوم، يوجد أكثر من 115،000 بث صوتي باللغة الإنجليزية متاح على الإنترنت، وعشرات المواقع الإلكترونية المتاحة للتوزيع بتكلفة قليلة أو بدون تكلفة للمنتج أو المستمع.